# 刘志平 (平远)
刘志平（？—）广东省平远县人，第七、八届全国人民代表大会代表。

## 生平
1988年1月，平远县五级电站技术工人刘志平当选为第七届全国人民代表大会代表。此后，1993年，刘志平又出任第八届全国人民代表大会代表。